# Tough Enough
Tough enough är en singel från tjejrockbandet Vanilla Ninja. Texten till låten skrevs av Bernd Meinunger och Piret Järvis och sålde guld runt om i Europa år 2004. Det är den första singeln från Vanilla Ninjas album Traces of Sadness.

## Spår
1. "Tough Enough" (Single version) – 3:24
2. "Tough Enough" (Ambient mix) – 3:24
3. "Tough Enough" (Extended version) – 6:24
4. "Tough Enough" (Unplugged version) – 3:24
5. "Tough Enough" (Musicvideo) – 3:24